# 山本竜二
山本 竜二（やまもと りゅうじ、1958年8月19日 - ）は、日本の俳優、元AV男優、飲食店経営者。京都府京都市出身。現在はギャッビー･エンタテインメント 所属（業務提携）、以前はenjoy所属（バグジーヒーローズクラブと業務提携）であった。血液型B型。“個性派”俳優として知られ、一般向け作品から成人向け作品まで幅広く活躍している。

## 経歴
1990年代までは、加藤鷹やチョコボール向井、斉藤竜一、日比野達郎、平賀勘一らとともにレンタル系大手AVメーカー作品に多数出演。インディーズ系メーカーが台頭し出演が減少したが、当時カテゴリーの無かったキモメン男優の元祖と言える活躍を見せた。唾を沢山溜めてのベロキスや顔舐めは、その後の吉村卓や杉浦ボッ樹らに引き継がていく。また、擬似本番の多かった時代のなか、金沢文子や及川奈央など多くの有名AV女優が、山本に本番を敢行され仕留められていった。
従兄弟叔父は往年の時代劇スター嵐寛壽郎、父親は大映俳優で殺陣師の佐々木小二郎、祖父は大映京都、宝塚映画の制作主任小林利勝という、芸能の血筋の家に生まれる。女優の森光子とも縁続きにあたるが、血のつながりはない。弟子に活動弁士の坂本頼光がいる。
高校生の時から映像京都の大部屋俳優として活動する。映像京都の活動縮小に伴い東京へ移り、事務所所属の一俳優として正式にデビューする。多くのTVドラマに出演するも、所属事務所が倒産し、仕事が激減してしまった。
他の仕事で食いつなぐうちに、偶然しょんべん横丁で知り合った縁でピンク映画関係者から声がかかり、ピンク映画に出演することとなる。京都時代に培った演技力と天性のキャラクターが評価され、一躍、ピンク映画で売れっ子の存在となる。以降、映画・アダルトビデオ・ゲイ・スカトロ・超熟女・ゲロ・フケ・経血・ニワトリ・老婆とジャンルを問わず、男優だけでなく監督としても幅広く活躍した。
一方、ポルノと対極の一般分野にも再び活動の幅を広げ、多数の作品やバラエティー番組等に出演し、存在感を発揮している。特に時代劇の分野では、かつて大部屋俳優として出演した『必殺仕事人』への出演により太秦撮影所への凱旋を果たしたほか、大河ドラマ、『水戸黄門』といった超メジャー作品への出演も実現させている。
最初の妻にはスカトロ作品に出演していることを隠していたが、山本の特集記事が掲載された『平凡パンチ』が見つかったことにより発覚し、「私とうんこ、どっちをとるの!?どっちかにして!」と責められた結果、後者をとった形となった。その後、AV女優の大沢裕子と再婚したが、後に大沢とも離婚している。離れて暮らす娘がいることを、自伝で語っている。
現在は役者業の傍ら、中野区大和町で居酒屋『竜ちゃん』を経営し、自ら厨房に立つ。切っ掛けは、AVの本番撮影中に脳梗塞で倒れてしまい、それまでのようなハードな仕事ができなくなってしまった為である。
第9回東京スポーツ映画大賞において、主演AV男優賞を受賞している（主演AV男優賞としては加藤鷹に続く二人目）。

## 特徴
スカトロ作品に多く出演しており、同業者の加藤鷹は「多分、世界一うんこを食べている」と評している。スカトロ作品を自ら監督する事もあり、その内容は段々と過激になっている。それは制作会社のスタッフも引いてしまうほどで、「企画書は出さなくていいので、口頭で内容を教えてください」と言われたり、却下されてしまう事もあるという。
気が小さく、自身は強面役が多いものの強面の人が苦手。暴走族やその類が大の苦手だが、よく絡まれる。
対応ジャンルの幅広さを証明するエピソードとして、ある日AV撮影のためにスタッフが用意したワゴンに乗り込んだところ、女優の姿が見えず、不安に思った山本がスタッフに確認しようとしたところ、車の後部から「コッコッコッコッコ…」と鶏の鳴き声が聞こえてきたというものがある（このネタはビートたけしほか、多くの者が山本のキャラクターを語る際に引用している）。
アラカンの甥という血筋は、数多い七光りタレントの中でも群を抜いて目立つ毛並みであるが、実際は七光りというほどの恩恵は受けていないことや、仕事がらもあって表に出すことは少ない。唯一の例外がピンク映画『超過激本番・失神』で、七変化でヒロインの危機を救う正体不明ヒーローの扮装として、きっちり叔父の当たり役である鞍馬天狗と明治天皇を演じた。ただし、具体的なキャラクター名は口にされず、「誰もが知ってるイカ頭のおじさん」「おそれおおい、やんごとなきお方」とのみ紹介されている。劇中扮装とはいえ、ピンク映画で天皇を演じた唯一のAV男優である（一方、メジャー大作『陰陽師II』でピンク映画出身俳優の螢雪次朗が天皇を演じている）。

### GyaOジョッキー出演時に語られたエピソード
加藤鷹が司会を務める番組『加藤鷹のオマーン★コーナーキック』（GyaO）で加藤がよく山本の事を取り上げていた。その為、山本は出演する事になり、山本が出演した回は「スカトロ 竜二 ナイト」と題し放送された。
加藤の口からはスカトロ作品に多く出演している事が語られた。山本は出演時に「うんこは幸運の女神」と語ったり、「俺は外見よりも体から出てくるものに興味がある」とレギュラー出演者の長谷川瞳の水着姿に興味を示さなかった。
1989年頃、樹マリ子の『この女・淫乱につき』でアナルに指をつっこみ、人差し指先端に出てきた樹の多少液体に近いうんこを「うんっ何やら田舎の懐かしい匂いがしてきたよ」といいながら口にパクッと入れ食った。
スカトロ作品ではないが、ある作品で仰向けに寝ている山本にAV女優が手コキでイカせようとしてピストン運動を続け、イク時に「あーっキタキタキタキタキターっキタミナミヒガシニシ（北南東西）」と叫んでいた。
本人曰く、妥協を許さない性格。ある撮影で月経の血が必要になったが、AV女優の生理が遅れ撮影当日に本物の血が使えない事になった。しかし、山本はその女優の生理がくるまで待ち、後日、撮影した。その時撮影したAVはスカトロ作品でその血で紅茶を入れて飲んだという。
ニューハーフ好きである。山本は日本で初めてビデ倫を通したニューハーフのAV作品を監督した人物である。また、日本に"シーメール"という言葉を広めた人物でもある。因みにそのニューハーフAVには加藤鷹が出演している。
『トップランナー』（NHK）のオープニング映像に出演した事がある。出演した経緯は、オープニングを制作した制作会社の人が山本のファンであったため。山本の出演はNHKの人間には知らされてなく、出来上がった映像を見て、山本が出演していることを知ったNHKのスタッフは即座に出演NGを出したという。しかし他の映像に差し替える事も難しかったため、NHKは放送日を1週間ずらし、放送時間を繰り下げて放送するという措置をとった。ただし、NHKのドラマにはよく脇役出演しており、善良な小市民やおまわりさん役などが多い。
俳優として一般作品にも出演しているため、スカトロ作品への出演が出来なくなった時期があり死亡説が流れた事がある。そのため、死亡説が流れた後に町で会ったファンに「生きてて良かった!」と感動された事がある。

## 出演作品

### 一般映画
- 男はつらいよ 花も嵐も寅次郎（1982年、男はつらいよシリーズ30作目） - アベックの男、バーの客
- どついたるねん（1989年） - マスター
- 危ない話（1989年） - マスター
- 乙女物語 あぶないシックスティーン（1990年） - 竹田 
  - 乙女物語 お嬢様危機イッパツ!（1990年） - AV監督
- ラ・ヴァルス（1990年） - 準主役
- ウルトラQ ザ・ムービー 星の伝説（1990年） - 警官
- 鉄拳（1990年） - ゲームセンター店長
- 新・同棲時代－愛のくらし－（1991年） - 警備員・松尾
- 病は気から 病院へ行こう2（1992年）
- 女体渦巻地帯（SPIRAL ZONE）（1992年） - ハリケーンの政、明治天皇、鞍馬天狗 役　※1996年度リール国際トラッシュ映画祭グランプリ作品
- トカレフ（1994年） - 管理人
- 突然炎のごとく（1994年） - スワッピングの夫
- 汚い奴（1995年） - 黒一心会幹部 タムラ
- 鬼火（1997年） - 藤間廣
- 難波金融伝 ミナミの帝王 劇場版 XII 逆転相続（1998年） - 村澤壮一郎の息子 
  - 難波金融伝 ミナミの帝王 劇場版 XIV 借金極道（2001年） - 佐久間耕一
- 極道懺悔録（1998年） - 大門
- 降霊（1999年） - MAミキサー
- 日曜日は終わらない（1999年）
- 新唐獅子株式会社（1999年） - ダーク荒巻（準主役）
- 極道の妻たち 地獄の道づれ（2001年） - 組長
- ダイエット・ラブ（Love on a diet，瘦身男女）（2001年、香港映画）
- HOTARU くノ一忍叫伝（2001年）
- LADY PLASTIC（2001年） - クラブの客
- 修羅の群れ（2002年）
- およう（2002年） - 井口
- 実録ヒットマン〜妻 その愛〜（2002年） - 佐藤
- 米倉涼子 in GUN CRAZY 復讐の荒野 A WOMAN FROM NOWHERE（2002年） - 賞金稼ぎ
- KUMISO（2002年） - クラブの客
- IKKA：一和（2002年）
- 輪舞曲 〜ロンド〜（2003年） - 網家功美
- HEAT -灼熱-（2003年） - 広東人経営者
- らくだ銀座（2004年） - 肉の秋元 大将
- フレンズ 信じるもののために（2004年）
- 「超」怖い話 THE MOVIE 闇の映画祭（2005年）
- kiss me or kill me 届かなくても愛してる（2005年）
- 虚空〜COCOO〜（2005年）
- 夏音 Caonne（2006年）
- 無認可保育園 歌舞伎町 ひよこ組（2007年）
- 光る -change the life-（2009年）
- 修羅の覇道（2010年） - 五代目眞皇会会長補佐 福島一家三代目総長 荒木
- マッドドッグ（2011年） - 任龍会 ハラシマ
- スマグラー -おまえの未来を運べ-（2011年10月22日公開、監督：石井克人）
- エアーズロック まさかの劇場版（2012年、監督：今泉力哉）
- セックスの向こう側〜AV男優という生き方（2013年）
- 破門 ふたりのヤクビョーガミ（2017年1月28日公開、監督：小林聖太郎） - 金本
- 闇金ドッグス6（2017年8月5日公開、監督：元木隆史）

### ポルノ作品
アダルトビデオ
- 「セーラー服はアヌスの調べ」「アヌスダンスPart1」「新・ウンコスペシャル」「ゴキブリを喰う女」「特濃くるみるく」「杉元さやかのSOD的裏教育番組」「おはようどっぴゅんスペルマプリーズ」、「椎名舞チェンジ」ほか

ピンク映画
- 「痴漢体験くわえる股ぐら（浜野佐知監督、藤沢まり主演）」ほか

### Vシネマ・ビデオ
- お天気お姉さん（1995年） - 宝山寿男 
  - お天気お姉さんR（1996年） - 芸能プロマネージャー
- キタの帝王 闇の咆哮（1997年）
- 難波金融伝 ミナミの帝王13 システム金融（1999年）
  - 難波金融伝 ミナミの帝王16 非情のライセンス（2000年）
  - 難波金融伝 ミナミの帝王19 闇の裁き（2001年）
- 続・広島やくざ戦争 流血!第三次抗争勃発!（2001年、ミュージアム）- 共雄会幹部 岩上敏博
  - 新・広島やくざ戦争 武闘派列伝 伝説の広島極道 山上功治の生涯（2002年、ミュージアム）- 岡島組組員 アミモト
- 暴力商売 金融餓狼伝1,2（2001年、大映/東映ビデオ） - 田代弁護士
- 実録・史上最大の抗争 義絶状（2002年、GPミュージアム） - 三代目山王会直参 北村組組長 北村繁
  - 実録・史上最大の抗争 義絶状2（2002年、GPミュージアム） - 四代目山王会若頭補佐 角成会会長 北村繁
- 首領の女（2002年）全3作 - 坂口組藤堂組幹部 森田啓三
- DEVISUAL ver.0 デビルマン解体新書-シレーヌ編-（2004年）
- 工業哀歌バレーボーイズ（2006年） - 田山
- 実写版 まいっちんぐマチコ先生 Go! Go! 家庭訪問!!（2007年）
- 侠宴 〜実録・阿形充規の半生〜 完結編（2009年） - オオモリ社長
- 裏盃の軍団 第二部／第三部（2010年、GPミュージアムソフト） - 三代目山辰組服部組若頭補佐 田端組組長 田端孝祐
- この男たち、凶暴にて。 第二幕（2011年、GPミュージアムソフト）
- リベンジ〜血の報復〜（2011年、GPミュージアムソフト）
- 狼たちの掟（2011年、GPミュージアムソフト） - 小沢組林葉組組長
- アウトローズ（2011年、GPミュージアムソフト）
- 極道の紋章 第十五章（2011年） - 関西共友会 オイヌマ
- 外道坊2（2011年、GPミュージアムソフト） - 城湾警察署 副署長
- 跡目奪還（2011年、オールインエンタテインメント） - 神園一家矢車組幹部 セノウ
- 修羅の覇道2（2010年） - 荒木(カタギ)
- アンダーグラウンド（2011年、オールインエンタテインメント）
- COLD BLOOD 三つ巴の抗争（2017年） - 林田組幹部
- ギャングシティ 大阪黙示録（2018年）
- CONFLICT 〜最大の抗争〜 第三章 第四章（2018年） - 警視庁 警視総監 増田俊樹
- 日本統一33・34（2019年） - 村石とおる
- 下町任侠伝 鷹（2020年） - 鷹羽兄弟の父

### テレビドラマ
- 将軍 SHŌGUN（1980年9月、NBC）
- 必殺仕事人（1980年、朝日放送）
  - 第49話 -座敷客、捕り手、同心
  - 第51話 -牢番、同心　
  - 第65話 -鉄砲方花火職人、鍵屋花火職人、屋台商人 その他
- 斬り捨て御免!（1981年、東京12チャンネル）
  - 第2シリーズ第9話 -山賊 その他
- 江戸の用心棒（1981年、フジテレビ）
  - 第4話 -心中者
  - 第6話 -馬鹿息子 その他
- おれたち夏希と甲子園（1982年、NHK）
- 新五捕物帳（1982年、日本テレビ　第185回「真心のお守り袋」）
- 土曜ワイド劇場「幽霊シリーズ8 幽霊半島 古代鏡に映る妖しい女の影!?」（1984年4月14日、テレビ朝日）
- ニュードキュメンタリードラマ昭和 松本清張事件にせまる（1984年、テレビ朝日 第8回「首相の犯罪 石田検事怪死事件」）
- 東京ストーリーズ（1990年1月18日、フジテレビ　第12回「結婚記念日」）- ヤクザ風の男
- 火曜サスペンス劇場 （日本テレビ）
  - 地底の殺意（1983年7月5日）
  - 六月の花嫁4 結婚適齢期（1991年6月25日）
  - 警視庁鑑識班13（2002年1月8日）- 小谷慎二 
    - 警視庁鑑識班18（2005年2月1日）- 所轄署刑事
- 秋の恐怖スペシャル「降霊〜ウ・シ・ロ・ヲ・ミ・ル・ナ〜」（1999年、関西テレビ） - MAミキサー
- 警視庁鑑識班2004最終話「誘拐犯との接触失敗が呼んだ母の逃避行」（2004年3月17日）-　朋友社・社員・但馬
- HATU ハーツ〜ヴァンパイア・シンドローム（2002年1月5日〜、TVK）
- DRAMA COMPLEX（ドラマ・コンプレックス）（日本テレビ）
  - たそがれ葬儀屋探偵の災難（2005年12月20日）- 元・窃盗犯・福島善行（渡辺いっけい）の元・悪仲間・オサム
- ふぞろいのイレブン（1993年、関西テレビ・阪急ドラマシリーズ）- 吉田先生
- 月曜ドラマスペシャル「演歌・唱太郎の人情事件日誌1」（1996年9月2日、TBS）
- 父さんは森に隠れる（1997年、NHK・ドラマ新銀河）
- 私の中の誰か〜買い物依存症の女たち〜（1998年、NHK水曜ドラマの花束　第3話）
- 盤嶽の一生（2002年5月、フジテレビ　第5話「落としもの」）
- 日曜イベントアワー 「京女刑事・真行寺メイ2　絹の道・殺人事件」（2005年03月06日、テレビ東京・BSジャパン）- 黒田刑事
- 篤姫（2008年2月、NHK大河ドラマ）- 竪山武兵衛
- 水戸黄門・第38部（2008年6月9日、TBS 　第21話「父帰る!ここは下田の湊町・下田」）- 茂三 役
- ケータイ捜査官7（2008年11月、テレビ東京　第29話「発進!ソリッド」）- 研究所職員
- 必殺仕事人2009（2009年5月、朝日放送・テレビ朝日　第14話「武士の異常愛」）- 三次
- 金曜プレステージ　平岩弓枝・作家50年記念「嫁の座」（2009年5月29日、フジテレビ）-　接待客
- 月曜ゴールデン（TBS）
  - おんな風来マジシャン・マリコの殺人事件簿（2010年2月8日OA）- 所轄署刑事
  - 警視庁鑑識課〜南原幹司の鑑定〜2（2011年11月28日OA）
- ひとりじゃない 第2話（2011年1月15日、BSフジ開局10周年記念ドラマ）
- エアーズロック[4]（2012年4月〜OA、ネット6、GAINAX制作） - ゴールデンババシット 役（ラスボスのため番組開始時には「？？？」役と表記されていた）
- ドラマ25 デッドストック〜未知への挑戦〜（2017年8月26日、テレビ東京 第6話）- レポーター

### バラエティー番組
- 妻夫木聡“グリース”な青春（2003年8月31日、日本テレビ）
- とんねるずのみなさんのおかげでした（フジテレビ、コント「ギャラクシーフジヤマ」） -山本副艦長
- 快楽天国MANZ倶楽部（北海道テレビ）- レギュラー司会
- こちらナンパ橋交番前（1993年、関西テレビ）- 飯島愛と共にゲスト出演した。
- クイズ!脳ベルSHOW（2018年8月1日-8月3日、BSフジ）-「週間チャンピオン大会」に進出したが、チャンピオンにはなれなかった。
- ジョニ男のぶらぶら昭和。（2023年5月25日、BS松竹東急） - ＃33「高円寺 後編」で居酒屋 竜ちゃんの店主として出演。

### ラジオ
- ビートニクラジオ（2000年3月、JFN系）
- ゴー傑P（2008年5月、MBSラジオ）
- ガイナックス電波（2012年7月7日・14日、ラジオ大阪・文化放送） - GAINAX制作TVドラマエアーズロック最終回に向けた番宣のため出演

### ラジオドラマ
- 青春アドベンチャー（NHK-FM）
  - 妖異金瓶梅（2003年1月）
  - 魔岩伝説（2011年5月〜6月、第11話（6月13日）他） - 徳川家康 役 その他
- FMシアター「シリーズ・ドイツの現代文学『カレーソーセージ』」（2006年9月、NHK-FM）

### PV
- ウルフルズ（「明日があるさ」、「しあわせですか」）
- スピッツ（「運命の人」）
- FLOW（「贈る言葉」）
- クノシンジ（「ポータブルポップミュージック」）[5]

### CM
- ソフト99 クイックワン（ソフト99コーポレーション） - 嵐寛壽郎をとり囲む新選組隊士
- サッポロ一番 バソキヤ3（サンヨー食品）
- キューンレコード
- EMIミュージック・ジャパン
- 『L'Arc〜en〜Ciel/新曲告知CM』

## 書籍

### 著書
- 男優 山本竜二（2010年5月19日、大洋図書）ISBN 978-4813021131
- 居酒屋 竜ちゃん（2016年6月30日、オルタナパブリッシング）ISBN 978-4434220821

### 関連本
- 「悪人志願」（メディアワークス、1999年） - 本橋信宏 著
- 「ニッポン突撃潜入血風録」（大洋図書、2007年） - 石井達哉 著
- 「風俗TOPの履歴書―山本竜二―」（綜合図書、2011年※電子書籍化による再出版） - 本橋信宏 著
- 「『AV男優』という職業 セックス・サイボーグたちの真実」（角川書店(角川グループパブリッシング)、2013年） - 水野スミレ 著

他多数